# Plac św. Jana Chrzciciela we Wrocławiu

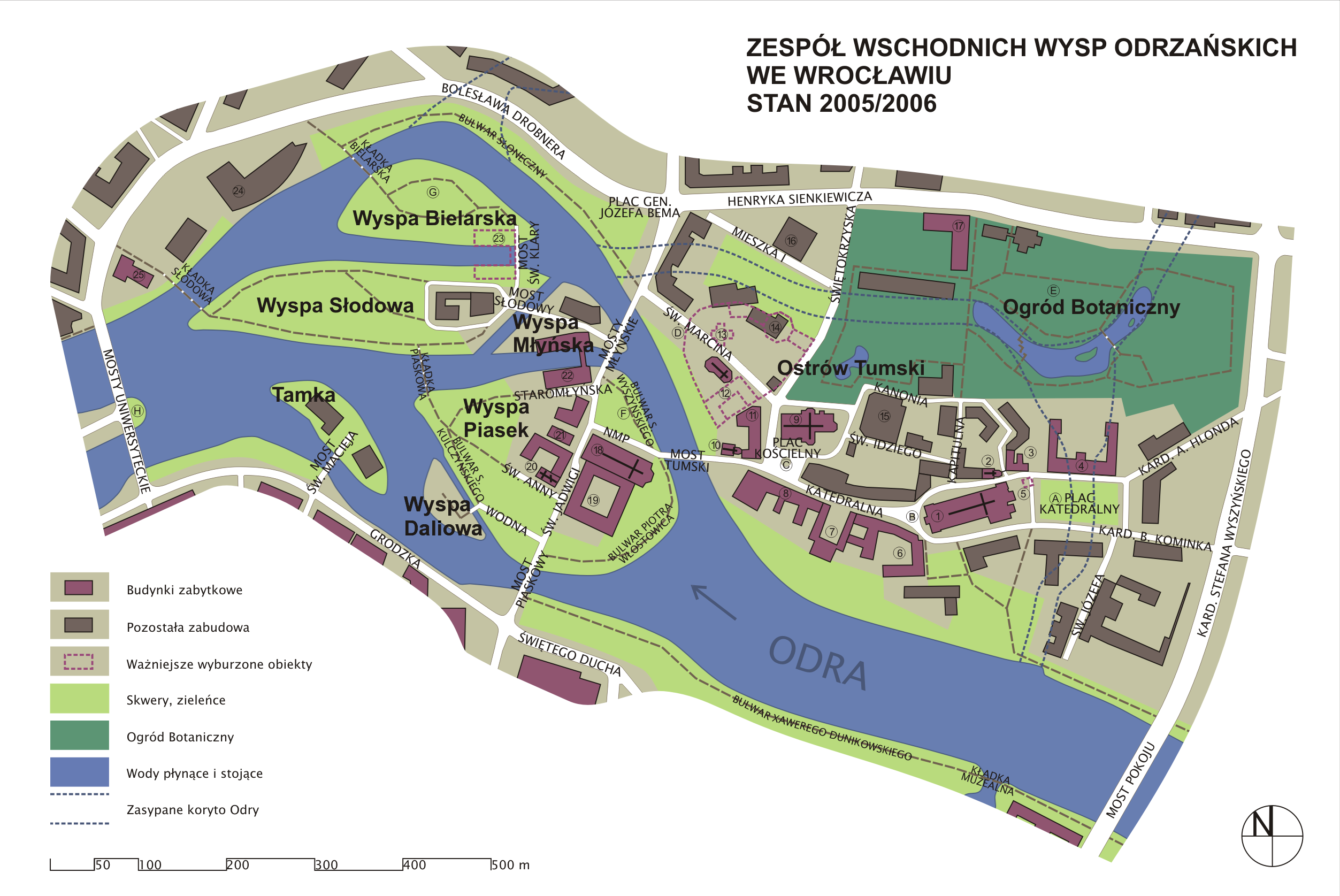
Zespół wschodnich wysp wrocławskich.

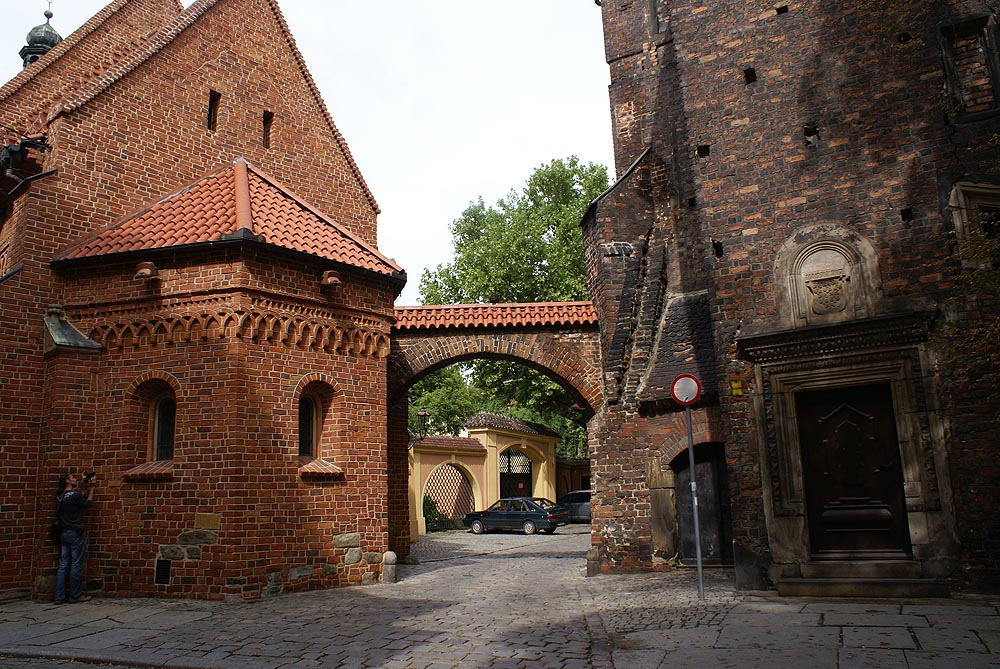
Brama Kluskowa, za którą znajduje się plac.

Plac św. Jana Chrzciciela we Wrocławiu – plac położony we Wrocławiu na Ostrowie Tumskim, osiedlu Stare Miasto. Obejmuje niewielki teren przy ulicy Kanonia .

## Historia
Historia obszaru, przez który przebiega ulica Kanonia, nierozerwalnie związana jest z historią katedry wrocławskiej, oraz towarzyszącej jej zabudowie, której geneza sięga 1000 roku, a która położona była we wschodnim krańcu grodu na Ostrowie Tumskim, a za nią przy ramieniu rzeki przebiegały fortyfikacje okalające gród.
Historię samego placu stanowi historia tej części ulicy Kanonia, jako że plac stanowi jej integralna część .

## Nazwa
W swojej historii plac nosił następujące nazwy własne:
- bezimienna, do 2014 roku[2]
- Plac św. Jana Chrzciciela, od 2014 r.[2] .

Teren obejmujący plac pozostawał bezimienny do 2014 roku, kiedy to nadano mu po raz pierwszy nazwę plac św. Jana Chrzciciela uchwałą Rady Miejskiej Wrocławia z 10 lipca 2014 r .
Idea nadania placowi nazwy św. Jana Chrzciciela wynikała z faktu, że jest on patronem Wrocławia, a nie było dotąd żadnej ulicy lub innego obiektu, który upamiętniał by jego osobę. Pomysłodawczynią była radna Wanda Ziembicka-Has. Natomiast podczas prac remontowych Muzeum Archidiecezjalnego prowadzonych w tym miejscu odkryto po oczyszczeniu plafonu przy balkonie pracowni witrażystów, że przedstawia on wizerunek właśnie św. Jana – wizerunek, który został ukryty poprzez zamalowanie smołą w czasach PRL. Należy wskazać, że osoba św. Jana jest nierozerwalnie związana z miastem najprawdopodobniej dzięki pierwszemu biskupowi wrocławskiemu noszącego imię Jan. Jego imię także nadano pobliskiej archikatedrze św. Jana Chrzciciela. Jego wizerunek widnieje w herbie miasta, a 24 czerwca, w dzień narodzin św. Jana, przypada święto Wrocławia. W uroczystościach oficjalnego otwarcia placu brali udział między innymi arcybiskup Józef Kupny, prezydent miasta Rafał Dutkiewicz, prof. Jan Miodek, który mówił o znaczeniu imienia Jan. Zaproszono na nią także wszystkich Janów z Wrocławia ale przybyło ich tylko 13. Najmłodszy, który miał 6 lat i przyjechał z Czech, gdzie mieszka, choć jego matka jest wrocławianką. Piosenkę "Panie Janie" zaśpiewał chór szkolny z XIII Liceum Ogólnokształcącego we Wrocławiu pod kierownictwem muzycznym Magdaleny Lipskiej   .

## Zabudowa i zagospodarowanie
Plac Świętego Jana Chrzciciela obejmuje teren położony na północny zachód od ulicy Kanonia. Zlokalizowany jest on przed budynkiem parafialnym przy ulicy Kanonia 11. Po przeciwnej wschodniej stronie ulicy znajduje się budynek Archiwum Archidiecezjalnego przy ulicy Kanonia 12-14 i dalej na południe dawnego Domu Kapituły Katedralnej przy placu Katedralnym 17. Na południu natomiast rozciąga się widok na północną elewację kościoła św. Idziego.

## Ochrona i zabytki
Obszar, na którym położona jest ulica Świętego Idziego, podlega ochronie w ramach zespołu urbanistycznego Ostrowa Tumskiego i wysp: Piaskowej, Bielarskiej, Słodowej i Tumskiej, wpisanego do rejestru zabytków pod nr rej.: 195 z 15.02.1962 r. oraz A/678/213 z 12.05.1967 r.. Inną formą ochrony tych obszarów jest ustanowienie historycznego centrum miasta, w nieco szerszym obszarowo zakresie niż wyżej wskazany zespół urbanistyczny, jako pomnik historii  . Również miejscowy plan zagospodarowania przestrzennego umieszcza ten obszar w strefie ścisłej ochrony konserwatorskiej i określa jako obszar o najwyższych wartościach krajobrazowych. Samo miasto włączyło ten obszar jako cenny i wymagający ochrony do Parku Kulturowego "Stare Miasto", który zakłada ochronę krajobrazu kulturowego oraz uporządkowanie, zachowanie i właściwe kształtowanie krajobrazu kulturowego i historycznego charakteru najstarszej części miasta . Ograniczeniom podlega również kształtowanie nawierzchni drogowych, gdyż w całym obszarze ulicy obowiązuje wykonywanie nawierzchni z kostki kamiennej lub klinkierowej w nawiązaniu do historycznych nawierzchni zabytkowych.
W najbliższym sąsiedztwie placu znajdują się następujące zabytki:
| nr              | obiekt | powstanie | nr rej.                               | foto |
| --------------- | --- | --- | ------------------------------------- | ---- |
| ul. Kanonia     | | |                                       |      |
| 12-14           | budynek dawnej Biblioteki Kapitulnej, obecnie Biblioteka, Archiwum i Muzeum Archidiecezjalne pierzeja północna ulicy                             | 1896 r., 1903 r. (l. 1894-1895)                                                                                             | A/5851 z 29.11.2012                   |      |
| Plac Katedralny | | |                                       |      |
| 17              | dom kapituły katedralnej (miejsce obrad, skryptorium, biblioteka, archiwum), obecnie Muzeum i Archiwum Archidiecezjalne zachodnia pierzeja ulicy | lata 1519-1520, ok. 1527 r., przebudowa 1894 r., po 1945 r. (XV/XVI)                                                        | 92 z 29.03.1949 oraz 49 z 25.01.1962  |      |
| n.d.            | Kościół św. Idziego południowo-wschodnia pierzeja ulicy                                                                                          | przed 1228 r. (?), pocz. XVI w., 1603 r., 1633 r., 1759 r., odbudowa l. 1952-1953 r., lata 1969-1970 (1 poł. XIII, po 1953) | A/1301/28 z 26.11.1947 i z 25.10.1961 |      |